# Ацетат кадмия
Ацетат кадмия — органическое химическое соединение,
соль кадмия и уксусной кислоты с формулой Cd(CH3COO)2,
бесцветные кристаллы,
растворяется в воде,
образует кристаллогидраты. Как и все кадмийорганические вещества, очень ядовит.

## Получение
- Растворение оксида кадмия в уксусной кислоте:

{\displaystyle {\mathsf {CdO+2CH_{3}COOH\ {\xrightarrow {}}\ Cd(CH_{3}COO)_{2}+H_{2}O}}}

## Физические свойства
Ацетат кадмия образует бесцветные кристаллы
Растворяется в воде и метаноле.
Образует кристаллогидраты состава Cd(CH3COO)2•n H2O, где n = 1, 2 и 3, которые теряют воду при температуре 90-150°С.
Cd(CH3COO)2•2H2O — бесцветные моноклинные кристаллы с плотностью 2,01 г/см³, расплывающиеся на воздухе.

## Химические свойства
- Разлагается при нагревании:

{\displaystyle {\mathsf {Cd(CH_{3}COO)_{2}\ {\xrightarrow {235-290^{o}C}}\ CdO+(CH_{3})_{2}CO\uparrow +CO_{2}\uparrow }}}